# Terciario en Cuba

## Extinción masiva del Cretácico
La región actualmente conocida como Cuba se vio afectada por la masiva extinción del Cretácico. Esta teoría que explica la desaparición repentina de los dinosaurios, otros grandes reptiles y ammonites, ha sido probada mediante restos concretos. El asteroide impactó en el Golfo de México hace 65 millones de años, dando fin al Mesozoico. Además en las provincias centrales de Cuba se encuentran restos de dicho cuerpo celeste.
Comienza así el Terciario o Cenozoico, era geológica que duró hasta hace cinco millones de años. El mundo necesitó mucho para recuperarse, pero según restos fósiles de origen en la actual Cuba ya hace 40 millones de años la fauna marina se comenzaba a recuperar.

## Cuba y sus fósiles durante el Eoceno, el Oligoceno y el Mioceno

### - Fauna marina del Mioceno
- Carcharocles megalodon

Carcharocles megalodon, monstruoso tiburón gigante del Mioceno. Sus fósiles de dientes muestran el poderío de sus mandíbulas. Se encuentran expuestos en museos de Historia Natural como el de La Habana y Holguín. Se le estima un tamaño de veinte metros y es un antecesor del género del tiburón blanco actual.
- Aetobatus

Aetobatus poeyi, fue una raya gigante conocida como obispo. Medía hasta cerca de diez metros de amplitud y fue un depredador seláceo contrincante del tiburón gigante.
- Ballenas fósiles

También se tiene documentación de cetáceos extintos en estas aguas. Los dientes fósiles muestran al parecer ballenas odontocetas, grupo que abarca delfines y orcas.

## Cuba emerge

### - Salida a la superficie de Cuba
La isla de Cuba tiene un origen orogénico, es decir, que emergió por procesos endógenos del desplazamiento y fractura de las placas tectónicas. Emergió Cuba hace 40 millones de años, poco a poco, cuando la anterior fauna marina empezaba a aparecer.

### - Emigración de la fauna y flora terrestre
Posiblemente  comenzaron a desarrollarse las primeras plantas, antes que los animales emigraran a la isla. Se sabe que ocurrió desde Sudamérica. Las semillas llevadas en el pico por aves u otros animales poco a poco hicieron de Cuba un lugar acogedor. El clima era favorable e hizo que tupidas selvas fueran las predominantes en Cuba.
Por un posible puente que se hizo desde América del Sur hasta Haití y luego al Oriente de Cuba pasaron vertebrados entre los que figuraban aves, mamíferos roedores, murciélagos, xenartros y reptiles. Muestra del parentesco de estos son los megaterios. Estos animales eran grandes xenartros, encontrados tanto en Cuba como en Sudamérica. Además, por ejemplo los monos y los murciélagos vampiros, provienen también de ese lugar.

## Plioceno en Cuba
Esta época geológica se distingue por la madurez de los vertebrados terrestres que ya poseía Cuba. Por primera vez ya existía un ecosistema terrestre bien conformado.

### - Fauna marina
En esta época la fauna marina decreció en comparación como la era anteriormente, ya no existían grandes tiburones, por el contrario ahora solo había peces medianos aunque existen especies extintas en los estuarios, como el Metaxytherium.
- Metaxytherium

Metaxytherium riveroi, mamífero marino extinto. Pertenece a los sirenios, es un dugón extinto que vivió hace cinco millones de años. Tenía un hocico achatado, una larga cola que a diferencia del manatí era como la de un cetáceo y patas transformadas en aletas. Sus restos se han encontrado en Cuba y como género, vivió en otras regiones del Caribe como es la especie Metaxytherium calvertense. Tiene relación también con Halitherium antillanus.

### - Fauna terrestre
Esta fauna vivió en diversos puntos del país, había reptiles en las costas, tupidos bosques con mamíferos de diversos tamaños y aves en los cielos. Todos estos seres vivos semejantes a otros de Sudamérica evolucionaron aquí.

#### Restos en los depósitos de Zaza
- Imagocnus

Imagocnus zazae, xenartro fósil del Plioceno en Cuba. Es un perezoso cubano antiguo de mediano tamaño. Era corpulento y convivió          con toda una megafauna terrestre según los fósiles de su cantera. 
- Zazamimus

Zazamimus veronicae, pequeño mamífero fósil cubano. Este animal debió ser insectívoro, habitaba en los suelos de los tupidos bosques que se piensa que existían. Estos fueron los mismos que propiciaron que Cuba se llenara de la megafauna que se menciona junto con otros animales menores de Sudamérica.
- Paralouta

Paralouta marinae es la más antigua especie de mono en Cuba. Es un primate pequeño semejante a los de selvas amazónicas. Se alimentaba de frutas y vivía en las copas de los árboles. Pudo ser presa fácil para las águilas gigantes.

### Restos en otras localidades
- Gymnogyps

Gymnogyps varonae, buitre del Nuevo Mundo que se encuentra fósil en Cuba. Sus restos se han encontrado por los paleontólogos cubanos en Pinar del Río, La Habana y Matanzas. Era un cóndor enorme que podía haberse alimentado de los cuerpos sin vida de grandes xenartros. Muestra relación con la especie de Los Andes.

### - Reptiles, anfibios y aves
Se han encontrado fósiles de reptiles, peces y aves en Cuba que corresponden igualmente al Terciario sin ser exactamente de los depósitos de Zaza. Por estudios y teorías es lógico suponer que existieran muchos tipos de aves (como el notable Ornimegalonyx) y anfibios, algunos de los cuales aún hoy se preservan. Se sabe además del cocodrilo cubano de otras especies fósiles que hoy se han descubierto junto con otros tipos de tortugas y dugones en las desembocaduras.